# Japanische Lärche

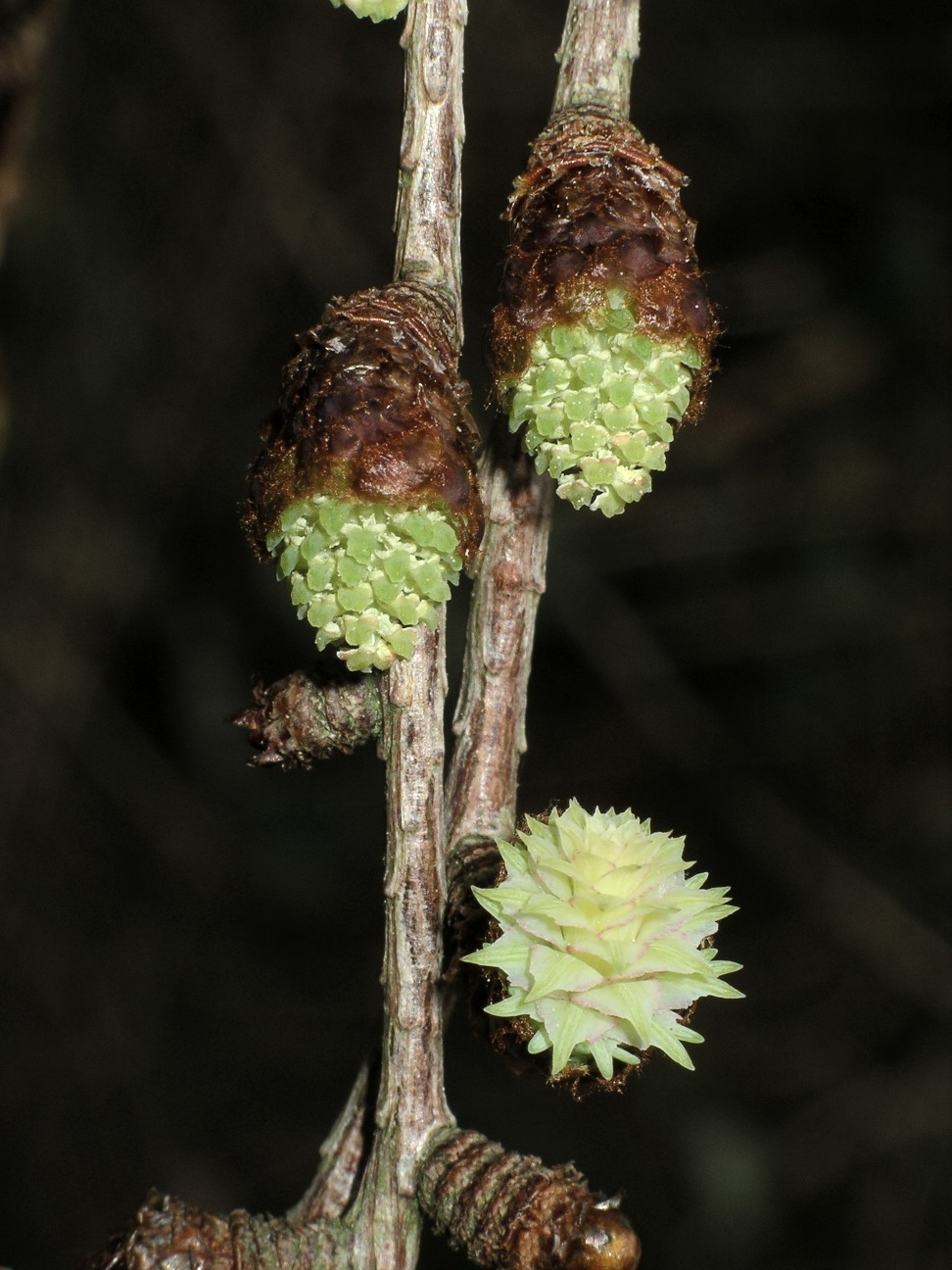
Blühende männliche (oben) und weibliche (unten) Zapfen der Japanischen Lärche.

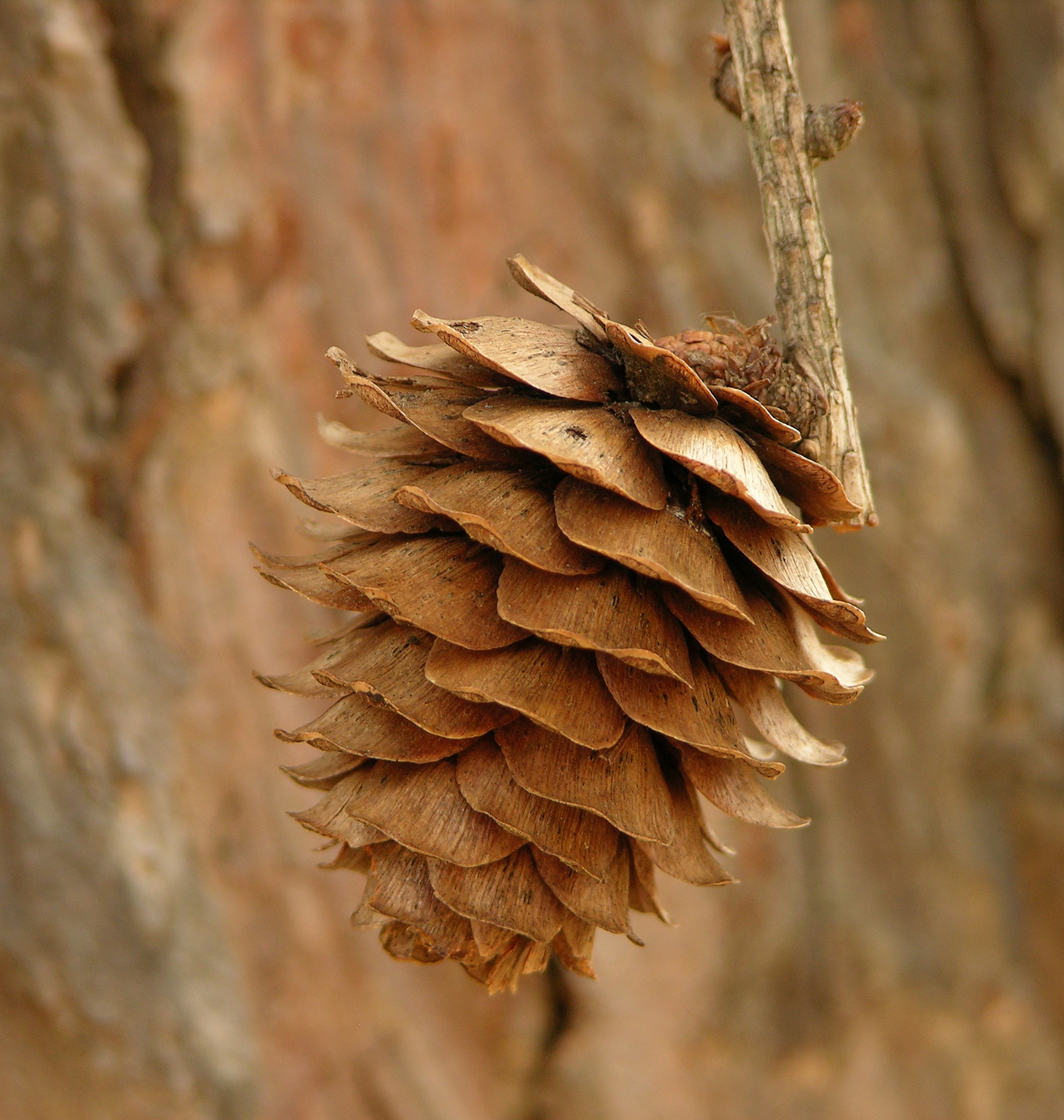
Zapfen der Japanischen Lärche

Junge Japanische Lärche (Steingebössel bei Suhl/Thüringer Wald)

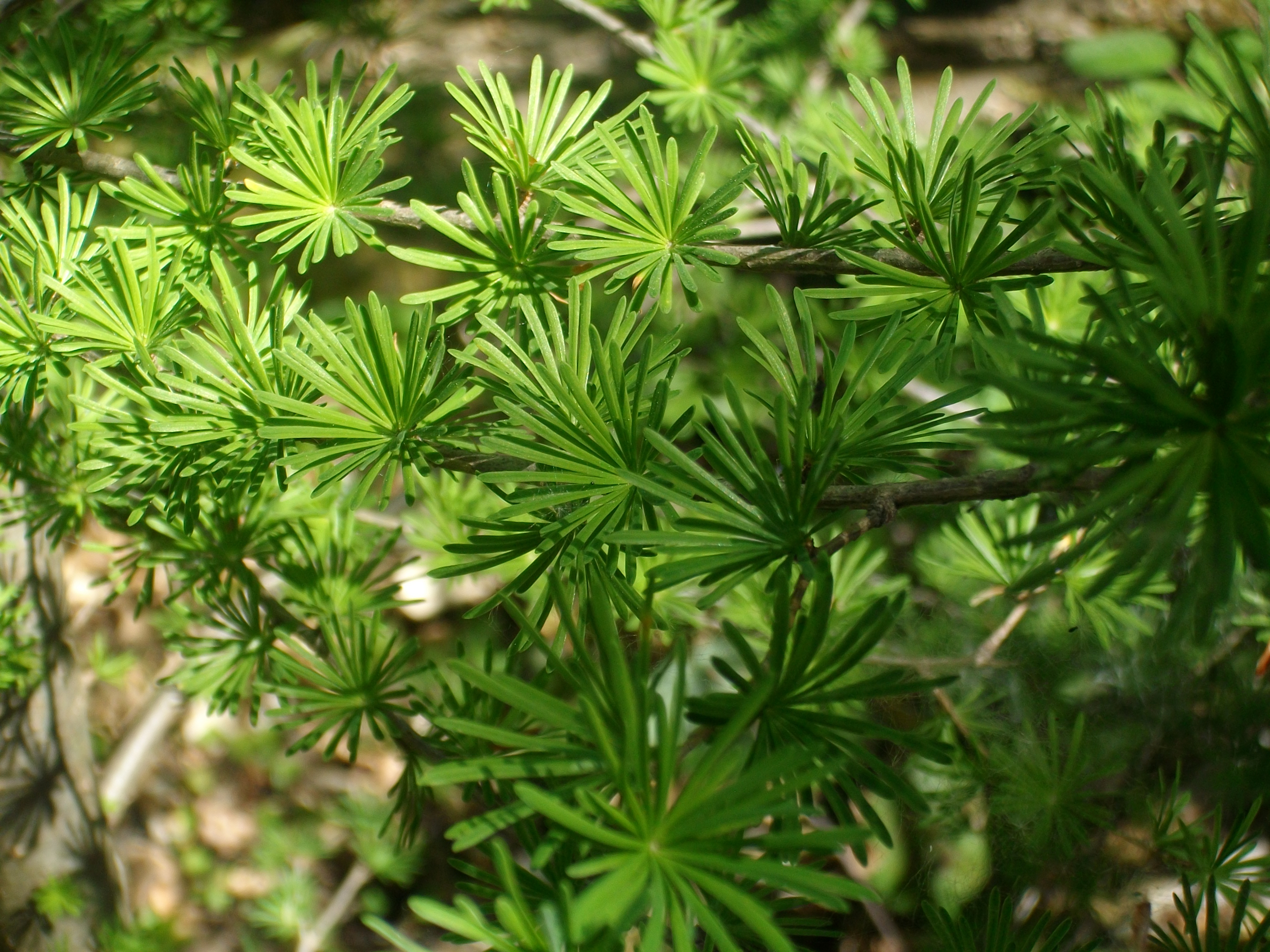
Im Frühjahr austreibende Japanische Lärche im Naturreservat Teufelskeller in Baden (Schweiz)

Die Japanische Lärche (Larix kaempferi (Lamb.) Carrière, Syn.: Larix leptolepis (Siebold & Zucc.) Gordon) ist eine Pflanzenart aus der Gattung der Lärchen (Larix) in der Familie der Kieferngewächse (Pinaceae). Sie wurde von dem englischen Koniferenkenner Aylmer Bourke Lambert zu Ehren von Engelbert Kaempfer benannt.

## Beschreibung
Im Unterschied zur Europäischen Lärche (Larix decidua) zeichnet sich die Japanische Lärche durch einen steiferen, breiter ausladenden Wuchs aus. Die Krone wirkt weniger kompakt und zylindrisch, im Alter aufgelockert und ausladend. Die Äste stehen horizontal ab, hängen nicht durch. Die Jahrestriebe sind kräftiger als bei Larix decidua und besitzen eine rötliche Färbung (Larix decidua: gelblich). Der Baum erreicht Wuchshöhen von maximal 50 Meter. Die Nadeln sind wie bei allen Lärchen gewöhnlich einjährig und bläulicher grün als bei Larix decidua.
Ein weiteres wichtiges Unterscheidungsmerkmal: Die Schuppen der Zapfen sind bei Larix kaempferi leicht bis deutlich aufgerollt, bei Larix decidua immer anliegend.
Mit dem herzförmigen Wurzelsystem besitzt die Japanische Lärche wie alle Lärchen gegenüber Fichten und Kiefern den Vorteil, beide Wurzelformen – Flach- und Tiefwurzelsystem – miteinander zu verbinden. Das weit ausladende flache Wurzelsystem erschließt eine große Fläche als Einzugsgebiet für Bodennährstoffe, während die tief reichende Zentralwurzel Grundwasser erreichen kann und eine größere Standfestigkeit gegen Windwurf ermöglicht.
Die Chromosomenzahl beträgt 2n = 24.

## Vorkommen

### Verbreitung
Die Heimat der Japanischen Lärche ist Zentral-Honshū in Japan. Sie wird in ihrer Heimat als Forstbaum wie auch als Zierbaum genutzt. Häufig ist sie dort auch als Bonsai zu sehen.
In Deutschland ist sie ein nicht invasiver Neophyt, der in der zweiten Hälfte des 19. Jahrhunderts eingeführt wurde und mittlerweile als heimisch eingestuft wird.
In Mitteleuropa wird die Japanische Lärche häufig gezielt forstlich angebaut. Gelegentlich kreuzt sie sich mit der Europäischen Lärche zu Larix × eurolepis A.Henry. Diese Hybride zeigt oft höhere Zuwachswerte als die Elternarten.
In den deutschen Wäldern nimmt die Japanische Lärche nach der Dritten Bundeswaldinventur (2012) mit 83.000 Hektar in der Hauptbestockung einen Flächenanteil von 0,8 Prozent ein.

### Standortansprüche
Die Japanische Lärche liebt hohe Luftfeuchtigkeit, sie ist aber gegen extreme Temperaturschwankungen zwischen Sommer und Winter empfindlicher als die Europäische Lärche. In Klimaten mit hoher Luft- und Bodenfeuchtigkeit scheint sie dieser aber überlegen zu sein.

## Vermehrung und Aufwuchs
Die Japanische Lärche trägt nach etwa 10 bis 15 Jahren erstmals Samen, aber nur alle 3 bis 7 Jahre ist ein Samenjahr. Samenreife erreichen die Zapfen bereits im Jahr der Befruchtung. Die Zapfen verbleiben am Baum, öffnen sich nur bei Trockenheit, um die kleinen geflügelten Samen freizugeben.
Zur Keimung benötigen die Samen keine direkte Sonne. Sie gehen auch im Altbestand unter Kronendruck auf. Allerdings sind die Jungpflanzen sehr lichthungrig und vertragen im Aufwuchs weniger Kronendruck als zum Beispiel die Gemeine Fichte.
Mit ausreichender Lichtversorgung wächst die Japanische Lärche sehr schnell. Im Alter von 10 Jahren (unverpflanzt) erreicht sie bereits eine Höhe von bis zu 5 Metern (Gemeine Fichte: 3,5 m) und kann so mit der ebenso schnellwüchsigen Douglasie mithalten.

## Besonderheiten
Auch mit der Japanischen Lärche kommen einige der die Europäische Lärche begleitenden Saprophyten und Mykorrhizapilze, wie der Gold- bzw. Gelbe Lärchenröhrling und der Hohlfußröhrling, vor.
Außerdem besiedeln seltene Flechten gern ältere Japanische Lärchen. Erst jüngst wurden auf Japanischen Lärchen im Thüringer Wald in der Umgebung von Suhl Vertreter der Gattung der Bartflechten (Usnea) wiederentdeckt, die seit 30 und mehr Jahren im Freistaat Thüringen als ausgestorben galten.
Auch im Naturpark Südheide (Gebiet um Hermannsburg) wurden seit 1997 Usneen vorwiegend an Lärchen entdeckt, wo sie viel häufiger als an Eichen oder Birken (ursprünglich) vorkommen.
Auch wenn die Japanische Lärche etwas schnellwüchsiger ist als die Europäische Lärche, so ist sie stärker für Wollläuse anfällig.

## Taxonomie
Larix kaempferi (Lamb.) Carrière hat folgende Synonyme: Pinus kaempferi Lamb., Abies kaempferi (Lamb.) Lindl., Pseudolarix kaempferi (Lamb.) Gordon & Glend., Larix orientalis Thunb., Pinus japonica Thunb., Larix leptolepis (Siebold & Zucc.) Gordon & Glend., Abies leptolepis Siebold & Zucc., Laricopsis kaempferi (Lamb.) A.H.Kent.

## Wirtschaftliche Nutzung
Die Japanische Lärche wird wie die Europäische Lärche forstwirtschaftlich genutzt. Das rötliche Holz der Japanischen Lärche ist weniger harzreich als das der europäischen Art. Da die Bestände oft gemischt sind, wird das Holz aber nicht separat klassifiziert.
Doch nicht nur die direkte Holznutzung ist für die forstwirtschaftliche Bedeutung der Japanischen Lärche entscheidend. Im witterungsmechanisch beanspruchten Bergwald-Bestand wird durch die Forstwirtschaft oft gezielt die Japanische Lärche zur Stärkung des Bestandes eingebracht. Im Thüringer Wald an der Mordfleckswand bei Oberhof in 900 m Höhe NN haben sich Japanische Lärchen im Versuchsanbau bewährt, eine stark klimatisch exponierte Fläche, deren Fichtenbestockung durch Schnee-, Windbruch und Luftschadstoffe zerstört war, wieder zu einem kräftigen Bestand zu führen.

## Verwendung als Zierpflanze

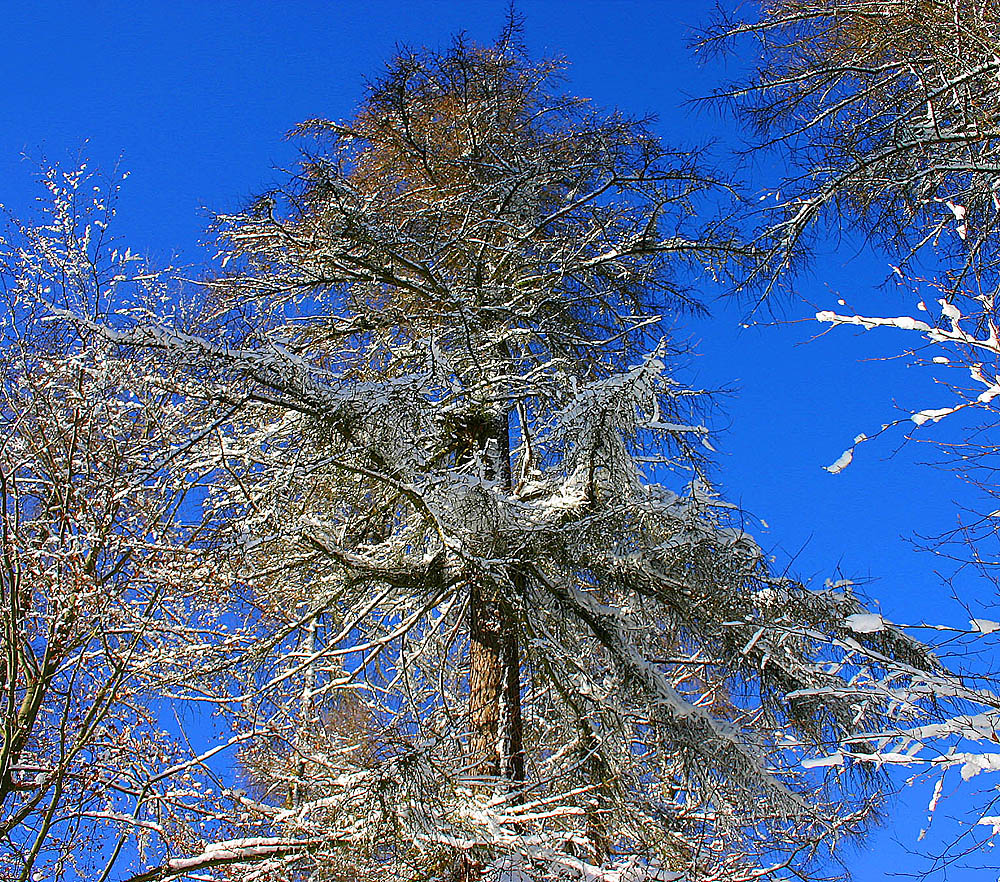
Wipfel einer alten Japanischen Lärche im Winter.

Es sind verschiedene Cultivars zur Nutzung als Zierpflanze gezüchtet worden:
- 'Blue Rabbit' – Ein buschige Form mit unregelmäßigem Wuchs mit bläulichen Nadeln.

- 'Diana' – Eine Form mit gedrehten, gebogenen Ästen, die an die Korkenzieherform der Gemeinen Hasel (Corylus avellana 'Contorta' (Harry Lauder’s Walking Stick)) erinnern.

- 'Pendula' (auch 'Inversa' genannt) – Das ist der Oberbegriff für verschiedene Hängeformen der Lärche unbekannter Abstammung. Sie bilden normalerweise Mopförmige Krone mit deutlich herabhängenden Ästen.[6]